# Hellgelbe Erdhummel

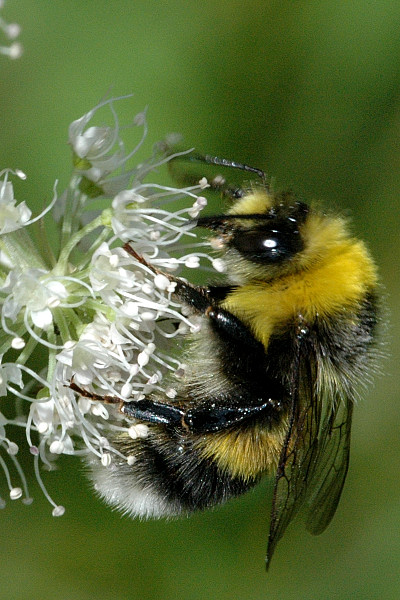
Männliche Hellgelbe Erdhummel

Die Hellgelbe Erdhummel oder Helle Erdhummel (Bombus lucorum) ist eine in Bodennähe lebende Hummel, die in Deutschland an offenen wenig beschatteten Stellen weit verbreitet ist. Ihre ökologische Bedeutung hat sie vor allem als bestäubendes Insekt vieler Pflanzen, wovon viele auf die Erdhummeln als Bestäuber angewiesen sind.

## Vorkommen
Die Hellgelbe Erdhummel hat ihre Flugzeit von März bis Oktober und kommt in ganz Europa häufig vor. Durch ihre dichte Behaarung kann sie auch relativ niedrige Temperaturen ertragen; so kommt sie auch häufig in Höhenlagen wie z. B. den Alpen vor. Dort wie in den Tiefenlagen kommt sie meist im offenen Gelände vor.

## Erkennungsmerkmale
Die Hellgelbe Erdhummel wird 9 bis 21 mm groß und besitzt zwölfgliedrige Fühler und große Mandibeln. Ihre Punktaugen (Ocellen) sitzen fast in einer geraden Linie. Der Kopfschild (Clypeus) und das Gesicht sind stets schwarz gefärbt. Die Vorderseite des Vorderkörpers (Thorax) sowie das zweite Tergit sind zitronengelb oder weißgelblich behaart. Der restliche Körper ist sonst schwarz behaart. Das vierte und das sechste Tergit sind meist orangegrau bis braun gefärbt. Die unbehaarten glänzenden Hinterschienen sind außen flach und mit einem Sammelapparat (dem Körbchen) und einem Fersenhenkel versehen. Die dichte Behaarung des Hinterleibs (Abdomen) verdeckt die Tergite, wovon überhaupt auf der Unterseite nur sechs sichtbare sind. Die Helle Erdhummel ist zudem am Ende zugespitzt.
Insgesamt ist die Helle Erdhummel ähnlich gefärbt wie die Dunkle Erdhummel, weswegen die Arten im Feld äußerst schwer zu unterscheiden sind.

## Ökologie
Die Hellgelbe Erdhummel ist ein staatenbildendes Insekt. Es bildet sowohl Arbeiterinnen, Männchen und Königinnen aus. Die Arbeiterinnen sind kleiner als die Männchen und die Königinnen. Die Königinnen beginnen im Frühjahr mit Nestbau und dem Anlegen der Brut. Dies erfolgt im Gegensatz zu manch anderen Hummeln in der Kraut- und Moosschicht. Sie kann also zu den bodenlebenden Hummeln gezählt werden.
Die Brutzellen, Wachszellen, Kokons und andere Vorratsbehälter werden unregelmäßig angeordnet. Dieses Merkmal unterscheidet sie von den Honigbienen, welche die Zellen ihres Baus sehr regelmäßig anlegen. Die Eier werden in speziellen Nektarklumpen, die meist aus Pflanzenpollen bestehen, in eigens angelegte Wachszellen abgelegt, worin sich die ersten bis zu 500 einzelnen Arbeiterinnen entwickeln. Diese schlüpfen bereits im Frühjahr und übernehmen die weitere Versorgung der Brut und den Aufbau des eigentlichen Staates. Erst in den Sommermonaten entwickeln sich Männchen und Weibchen (die eigentlichen Geschlechtstiere), die sich dann paaren.